# Ganggrab von Lundby
Das Ganggrab von Lundby liegt nördlich von Lundby, bei Næstved im Süden der Insel Seeland in Dänemark.
Die rechteckige Nord-Süd-orientierte Kammer des Ganggrabes misst etwa 7,0 × 2,0 m. Ein etwa 6,0 m langer Gang mit sieben Paar Tragsteinen öffnet nach Osten. Außer dem einzigen erhaltenen Deckstein über dem inneren Teil des Ganges fehlen alle Decksteine von Kammer und Gang. Auf dem Hügel, in der Nähe der Kammer, liegen sechs Reste von Decksteinen. In der Kammer sind alle Tragsteine bis auf einen in der südöstlichen Ecke erhalten, so dass der Grundplan nahezu intakt ist. Der teilweise erhaltene Hügel des Ganggrabes war von einer Kette von Randsteinen gefasst, die alle verschwunden sind. Ein paar größere Steine auf dem Hügel könnten Reste darstellen.
Zerstörungsspuren an mehreren Steinen weisen die meisten der etwa 2800 erhaltenen Megalithanlagen in Dänemark auf. Dies sind aber nur etwa 10 % der zwischen etwa 3500 bis 2800 v. Chr. von der Leuten Trichterbecherkultur (TBK) errichteten Anlagen. Durch Berichte ist die einstige Lage von etwa 7.000 weiteren Anlagen bekannt.
Die Gegend um das Ganggrab – vor allem im Westen – in Lundby, Køng und entlang Køng Å ist reich an Funden, insbesondere der Wohnplatz Maglemose, der der Maglemose-Kultur (9500–6500 v. Chr.) den Namen gab.
Das Ganggrab von Lundby wurde 1940 geschützt.
In der Nähe liegt das Lundby Megalitgrav.